# Estação Ferroviária de Granja

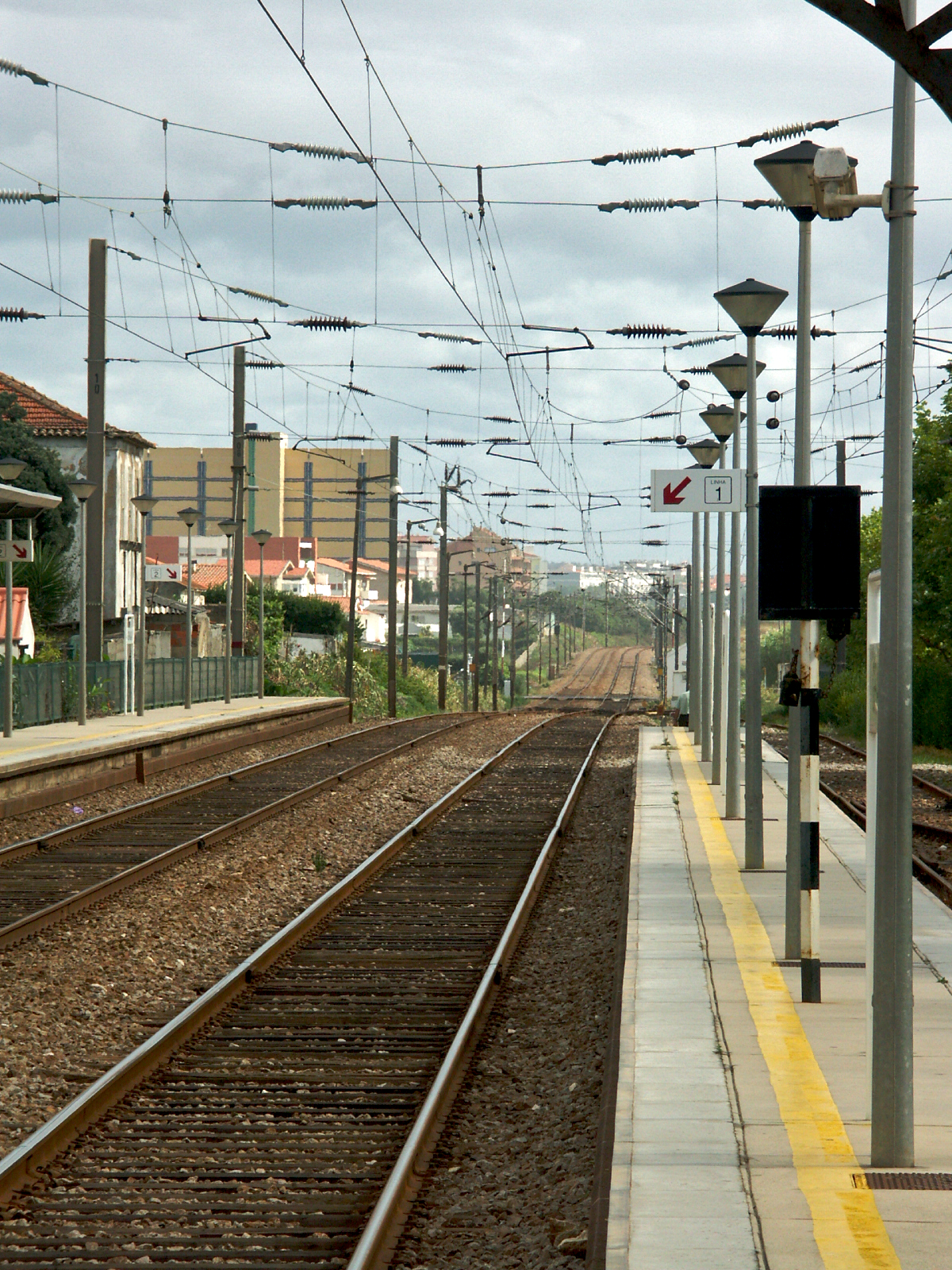
Aspeto da via e plataformas, em 2006

A Estação Ferroviária de Granja, também conhecida como da Granja, é uma interface da Linha do Norte, que serve a freguesia de São Félix da Marinha, no concelho de Vila Nova de Gaia, em Portugal.

## Descrição

### Localização e acessos
Esta interface tem acesso pela Rua da Estação dos Caminhos de Ferro, em São Félix da Marinha.

### Infraestrutura
Esta interface apresenta duas vias de circulação, identificadas como I e III, com 546, 442, e 444 m de extensão, respetivamente, e todas acessíveis por plataformas de 150 m de comprimento e 90 cm de altura; existem ainda duas vias secundárias, identificadas como IV e V, com comprimentos de 179 e 80 m; todas estas vias exceto a última (V) estão eletrificadas em toda a sua extensão. O edifício de passageiros situa-se do lado nascente da via (lado direito do sentido ascendente, a Campanhã).

### Serviços
Em dados de 2023, esta interface é servida por comboios de passageiros da C.P. de tipo urbano no serviço “Linha do Aveiro”, tipicamente com 52 circulações diárias entre Porto-São Bento ou Porto-Campanhã e Aveiro ou Ovar e 53 no sentido inverso.

## História
A estação insere-se no troço entre Vila Nova de Gaia e Estarreja da Linha do Norte, que foi inaugurado pela Companhia Real dos Caminhos de Ferro Portugueses no dia 8 de Julho de 1863. Esta estação foi uma das contempladas pelos novos serviços mistos, criados para ligar Vila Nova de Gaia e Coimbra, após a inauguração do troço entre Estarreja e Taveiro, em 10 de Abril de 1864. A estação servia a Praia da Granja.
Em 19 de Maio de 1902, entrou ao serviço a segunda via entre Granja e Vila Nova de Gaia. Em 1912, começou-se a construir uma variante à Linha do Norte com cerca de 5 km, entre a Granja e o Apeadeiro de Sisto, de forma a evitar possíveis estragos decorrentes do avanço do oceano na zona de Espinho, mas este projecto foi posteriormente abandonado. As obras da nova estação foram concluídas nos finais de 1914, tendo o novo edifício sido decorado pelos artistas Licínio Pinto e Francisco Pereira, com azulejos da Fábrica Fonte Nova.
Durante o plano de modernização da Linha do Norte, na década de 1990, um dos troços renovados foi o de Ovar a Granja.

Em Janeiro de 2011, possuía três vias de circulação, com 600 e 710 m de comprimento; as plataformas apresentavam 245 e 260 m de extensão e 70 a 35 cm de altura — valores mais tarde alterados para os atuais.

## Leitura recomendada
- QUEIRÓS, Amílcar (1976). Os Primeiros Caminhos de Ferro de Portugal: As Linhas Férreas do Leste e do Norte. Coimbra: Coimbra Editora. 45 páginas
- RIBEIRO, Manuel; RIBEIRO, José da Silva, Lda. (2008). Os Comboios em Portugal: Do Vapor à Electricidade. Volume 4 de 5. Lisboa: Terramar - Editores Distribuidores e Livreiros. 238 páginas. ISBN 9789727104161
- SALGUEIRO, Ângela (2008). A Companhia Real dos Caminhos de Ferro Portugueses: 1859-1891. Lisboa: Universidade Nova de Lisboa. 145 páginas